# Venezuela Central Railway
Die Venezuela Central Railway (spanisch Ferrocarril Central de Venezuela) war eine 1905 gegründete britische Eisenbahngesellschaft mit Sitz in London, die in Venezuela bis 1936 eine 83 km lange Eisenbahnstrecke errichtete und betrieb.

## Geschichte

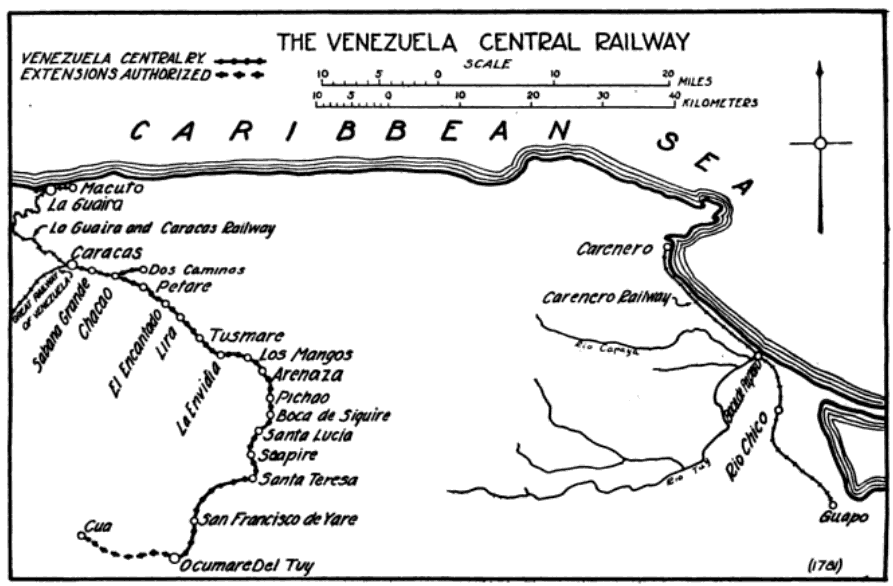
Karte der Venezuela Central Railway um 1927

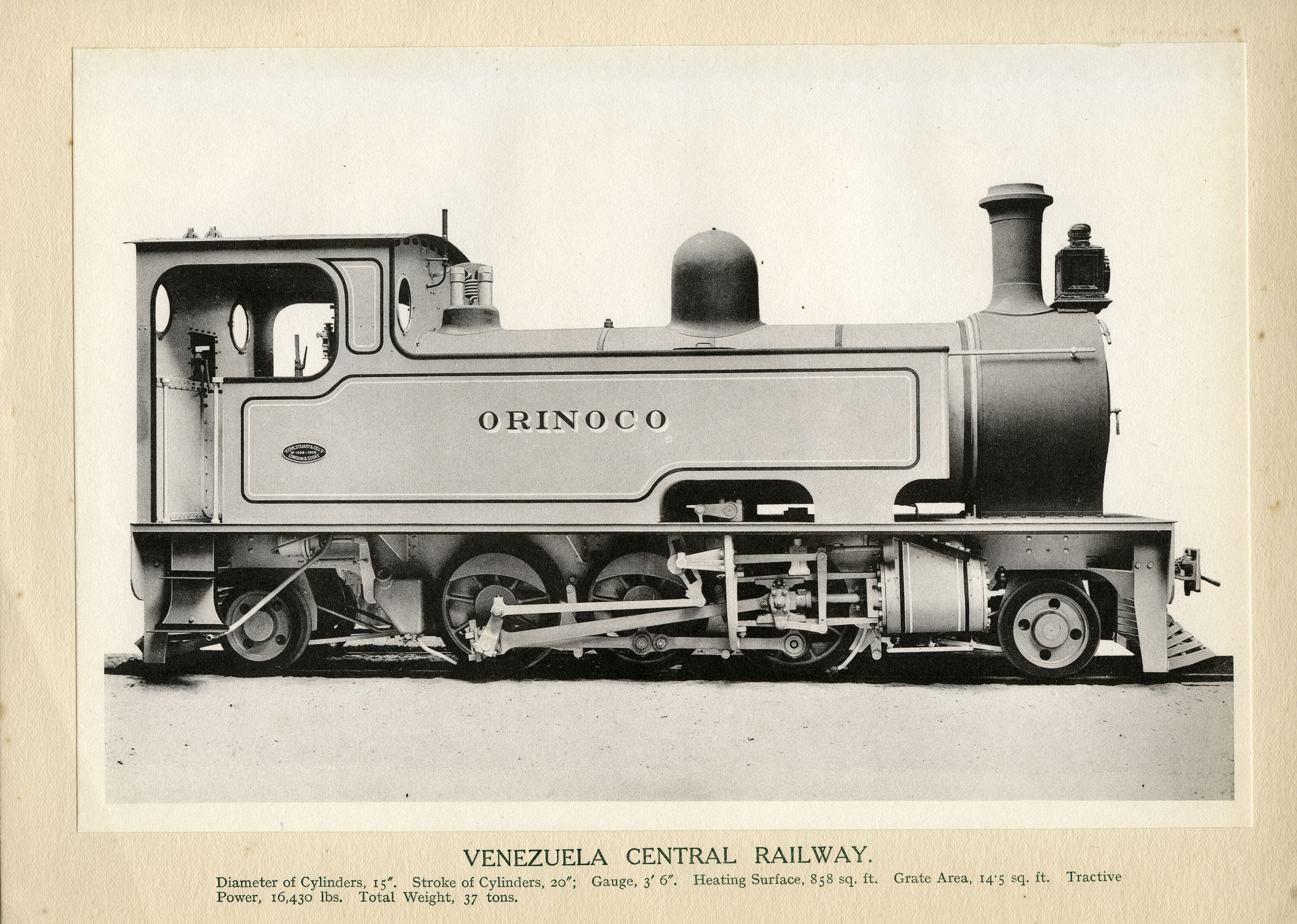
Eine 1908 von Kerr, Stuart and Company gebaute Lokomotive

1884 schloss die venezolanische Regierung einen Vertrag mit dem Engländer Reginald Pringle über den Bau einer Eisenbahn, die die Hauptstadt Caracas mit Ocumare del Tuy verbinden sollte. Der erste Abschnitt der Eisenbahn bis Petare wurde am 4. September 1886 durch Antonio Guzmán Blanco eingeweiht. 1891 erreichte man den Bahnhof Los Mangos.
Aufgrund wirtschaftlicher Probleme seitens Pringle, vergab die Regierung der am 7. Juli 1905 in London gegründeten Venezuela Central Railway Company die Konzession für den weiteren Bau und Betrieb der Strecke. Im Januar 1911 erreichte man Santa Lucia, Ende 1913 Santa Teresa. Ocumare del Tuy wurde schließlich im Juli 1922 erreicht. Die in der Kapspur mit 1067 mm Spurweite gebaute Strecke war 83 km lang und führte durch 14 Tunnel. Später folgte eine 3 km lange Abzweigung von Chacao über Dos Caminos nach Los Chorros. Der Abschnitt von Caracas bis Los Chorros wurde bis 1927 elektrifiziert. Die geplante Verlängerung von Ocumare del Tuy nach Cúa wurde nie in Angriff genommen.
Die Gesellschaft verfügte über eigene Werkstätten in Caracas, in denen die meisten benötigten Eisenbahnwagen entstanden. 1927 erwarb man für die elektrifizierte Strecke zwei Doppeldecker-Straßenbahnwagen von der Hartlepool Electric Tramways in Großbritannien, die in diesem Jahr den Betrieb einstellten. 1936 besaß die Gesellschaft 11 Lokomotiven, 10 Personen- und 60 Güterwagen.
Am 22. November 1936 wurde die Gesellschaft durch die Regierung unter Eleazar López Contreras verstaatlicht. Am 8. Juli 1954 wurde die Strecke stillgelegt.